# Moi, Tarzan
Pour plus de détails, voir Fiche technique et Distribution.
Moi, Tarzan est un documentaire du réalisateur François Christophe. C’est un film inspiré du mythe de Tarzan, « l’homme singe ».

## Synopsis
Né de l’imagination d’Edgar Rice Burroughs, Tarzan est très vite devenu un personnage mythique car il est la réincarnation et la synthèse de héros beaucoup plus anciens, un masque nouveau sur un mythe lointain, et c’est l’une des raisons de son succès. Mais souvent, le destin des personnages mythiques est de se figer et même de s’appauvrir. Alors connaît-on vraiment Tarzan ?...

## Fiche technique
- Titre : Moi, Tarzan
- Réalisateur : François Christophe
- Année : 1996
- Durée : 60 minutes
- Langue : français
- Genre : documentaire
- Pays :  France
- Détails : couleur - Qualité : Bonne - Format : FLV (1 000 kbit/s) - Streaming